# Homoeothrix lindigi
Homoeothrix lindigi är en tvåvingeart som först beskrevs av Friedrich Georg Hendel 1914.  Homoeothrix lindigi ingår i släktet Homoeothrix och familjen borrflugor.
Artens utbredningsområde är Venezuela. Inga underarter finns listade i Catalogue of Life.